# Biblioteca civica Luigi Carluccio

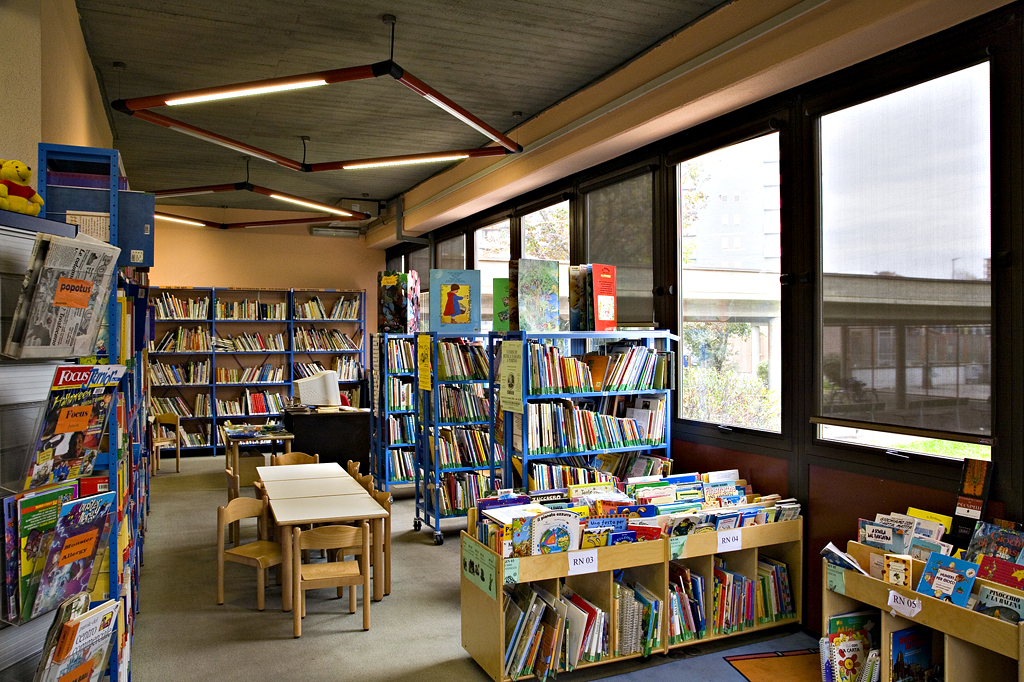
La sala ragazzi

La Biblioteca civica Luigi Carluccio è una biblioteca di Torino. Appartiene al Sistema bibliotecario urbano ed è intitolata a Luigi Carluccio.

## La biblioteca
La Biblioteca è stata aperta nel 1982 all'interno del Centro civico della Circoscrizione (all'epoca la 13, diventata poi la 3) ed intitolata a Luigi Carluccio, uno dei più importanti critici d'arte italiani del Novecento. Si sviluppa su tre livelli: il piano interrato in cui è stato ricavato un salone per riunioni, il piano terreno e il primo piano che costituiscono un unico ambiente in cui si svolgono le attività proprie di una biblioteca di quartiere.
Il 9 maggio 2011 chiuse per ristrutturazione dell'edificio riaprendo dopo circa un anno, ma il 13 gennaio 2015, dopo che erano stati trovati amianto nei pannelli e lana di roccia nel soffitto, la biblioteca venne chiusa per poter avviare i lavori di bonifica.
A causa di forti ritardi nei lavori, la riapertura della struttura è avvenuta il 17 dicembre 2022, quando la biblioteca ha ripreso regolare servizio ed è aperta con gli orari consultabili sul sito ufficiale.

## Storia
Con deliberazione approvata nel febbraio 1976 il Consiglio Comunale torinese approvò la suddivisione della città in 23 quartieri, individuando il loro territorio secondo criteri rivolti soprattutto all'attuazione del decentramento amministrativo e alla riorganizzazione dei servizi. La carenza di aree libere edificabili sul territorio della città spinse l'amministrazione ad operare in gran parte sul patrimonio comunale esistente, talvolta sottoutilizzato e destinato in alcuni casi a un lento, ma inevitabile degrado.
I fabbricati destinati a questo tipo di recupero furono vecchie cascine, lavatoi municipali, sedi comunali abbandonate, ossia strutture edilizie che avevano assolto la loro funzione, ma che potevano essere recuperate e "riutilizzate" a servizi di quartiere.
Nel caso del quartiere 13 Pozzo Strada, fu individuata un'area libera di dimensioni tali da permettere la realizzazione di un Centro civico tipo, costituito da un unico contenitore con cubatura di 16.5000 metri cubi in grado di riunire tutti i servizi comunali, socio-sanitari e assistenziali decentrati e di costituire un centro di vita associativa per una popolazione di circa 72.000 abitanti.
La progettazione dell'edificio fu guidata da varie esigenze che bisognava soddisfare, sottolineate dall'Ufficio Decentramento e Organizzazione. Fu una progettazione "partecipata", nata attraverso la discussione sui contenuti del progetto, dei rappresentanti della Circoscrizione con i responsabili dei vari servizi comunali.
Il complesso si sviluppa essenzialmente su due piani fuori terra oltre ad un piano interrato, per una superficie in pianta di oltre 2.000 metri quadri. La superficie utile dell'edificio è di circa 4.500 metri quadri suddivisa fra i tre piani.